# Паунд (Висконсин)
Паунд (енгл. Pound) град је у америчкој савезној држави Висконсин.

## Демографија
По попису из 2010. године број становника је 377, што је 22 (6,2%) становника више него 2000. године.
| Група             | 2000.       | 2010.       |
| Белци             | 353 (99,4%) | 345 (91,5%) |
| Афроамериканци    | 0 (0,0%)    | 0 (0,0%)    |
| Азијати           | 0 (0,0%)    | 0 (0,0%)    |
| Хиспаноамериканци | 0 (0,0%)    | 27 (7,2%)   |
| Укупно            | 355         | 377         |